# Ряснянская волость (Ахтырский уезд)
Ряснянская во́лость — историческая административно-территориальная единица Ахтырского уезда Харьковской губернии с волостным правлением в селе Рясном.
По состоянию на 1885 год состояла из 12 поселений, 12 сельских общин. Население — 11202 человек (5726 человек мужского пола и 5476 — женского), 1683 дворовых хозяйства.
|                       | Площадь | В т.ч. пахотной |
| --------------------- | ------- | --------------- |
| Сельских общин        | 10632   | 8631            |
| Частной собственности | 11757   | 7533            |
| Другой собственности  | 735     | 157             |
| В целом               | 23124   | 16321           |

### Основные поселения волости[1]
- Рясное - бывшее владельческое село в 70 верстах от уездного города Ахтырки. В селе волостное правление, 189 дворов, 1142 жителя, православная церковь, школа, лавка, базар (по воскресеньям), паровая мельница.
- Верхопожня - бывшая государственная деревня при реке Пожне, 114 дворов, 702 жителя.
- Закобылье - бывшая владельческая деревня. В деревне 114 дворов, 667 жителей, сукновальня.
- Мезеновка - бывшее владельческое село при реке Пожне. В селе 137 дворов, 1705 жителей, православная церковь, свеклосахарный и кирпичный заводы.
- Порозок - бывшая государственная деревня при реке Пожне, 108 дворов, 597 жителей.
- Пушкарская - бывшая владельческая слобода при реке Санке. В слободе 430 дворов, 2405 жителей, православная церковь, школа, 5 лавок, базар, 4 ярмарки.
- Славгородок - бывшее владельческое село при реках Корове и Пожне. В селе 469 дворов, 2750 жителей, православная церковь, школа, 4 лавки, базар, 6 ярмарок, свеклосахарный и кирпичный заводы.

### Храмы волости[2]
- Святодмитриевская церковь в селе Рясном (построена в 1816 году[3])
- Николаевская церковь в деревне Верхопожне
- Рождество-Богородичная церковь в слободе Пушкарской (построена в 1881 году[3])
- Серафимовская церковь в деревне Порозок
- Троицкая церковь в селе Мезеновке (построена в 1800 году[3])
- Троицкая церковь в селе Славгородке (построена в 1807 году[3])